# Der Abenteurer (film 1926)
Der Abenteurer è un film muto del 1926 diretto da Rudolf Walther-Fein.

## Produzione
Il film fu prodotto dall'Aafa-Film AG. di Berlino.

## Distribuzione
Distribuito dall'Aafa-Film AG, il film fu presentato a Berlino l'11 febbraio 1936.